# Jason Dunham (Schiff)
Die USS Jason Dunham (DDG-109) ist ein Zerstörer der United States Navy und gehört der Arleigh-Burke-Klasse an. Sie ist nach Corporal Jason Dunham benannt. Dunham starb, nachdem er 2004 im Irakkrieg eine Handgranate mit seinem Körper abschirmte und somit seine Kameraden schützte. Ihm wurde posthum die Medal of Honor verliehen.

## Geschichte
DDG-109 wurde 2002 in Auftrag gegeben. 2008 legte Bath Iron Works das Schiff auf Stapel. Am 1. August 2009 fand die Schiffstaufe statt, Taufpatin war die Mutter des Corporals, Deb Dunham. Einen Tag später lief die Jason Dunham vom Stapel. Das Schiff wurde im Sommer 2010 an die Navy übergeben und wurde am 13. November 2010 in Port Everglades in Dienst gestellt.
Im Juni 2012 verlegte die Jason Dunham zu ihrer Jungfernfahrt an der Seite des Flugzeugträgers Dwight D. Eisenhower ins Mittelmeer und arabische Gewässer. Anfang Juli nahm sie an der multinationalen Übung Sea Breeze 12 im Schwarzen Meer teil.
2015 operierte der Zerstörer in der Ostsee und besuchte die Häfen im polnischen Gdynia (6. bis 11. Mai und 4. bis 8. Juni), den norwegischen Marinestützpunkt Haakonsvern (13. bis 18. Mai), zur Kieler Woche vom 19. bis 24. Juni im Tirpitzhafen in Kiel und vom 28. Juni bis 1. Juli die schwedische Marinebasis Karlskrona.